# Милли фирка (2006)
«Милли́ фирка́» (крымскотат. Milliy Fırqa, Миллий Фыркъа — «Народная партия») — крымскотатарская общественная организация, претендующая на преемственность от исторической партии "Милли фирка", с которой связан недолгий период существования Крымской народной республики.
Организация официально функционирует в Российской Федерации как Крымская Республиканская Общественная Организация Социально-Культурного развития "МИЛЛИ ФИРКА" с Председателем Правления в лице Абдураимова Васви Эннановича. Деятельность организации на предмет соблюдения Устава и расходования членских взносов контролируется Министерством Юстиции Российской Федерации.

## Идеология
Целями и задачами деятельности «Милли фирка» являются:
- возрождение и развитие крымскотатарского народа на своей исторической Родине — в Крыму;
- содействие законодательной реабилитации репрессированного крымскотатарского народа, его полномасштабной интеграции в процессы политического, экономического и государственного строительства Республики Крым и Российской Федерации в целом;
- защита прав и удовлетворение законных социальных, культурных, творческих, экономических, спортивных и других общих интересов крымских татар;
- содействие сбережению крымскотатарского культурного наследия, восстановлению памятников и иных объектов (в том числе зданий, сооружений) и территорий, имеющих историческое, культурное значение, мест захоронений;
- развитие межнационального и международного сотрудничества в Крыму.

## История
Крымская региональная общественная организация социально-культурного развития «Милли Фирка» («Народная партия») осуществляет свою деятельность в Крыму с ноября 2006 г.
«Милли фирка» была официально зарегистрирована на Украине 7 марта 2007 года.
Соучредителями организации стали активисты Национального движения крымских татар (НДКТ), соратники Юрия Османова. Идеологией Милли фирка стали идеи евразийства, выдвинутые Исмаилом Гаспринским.
Основой деятельности «Милли фирка» стало продолжение деятельности Национального движения крымских татар, основанной на принципе ненасильственной борьбы за законодательную реабилитацию репрессированного крымскотатарского народа, его организованное возвращение на историческую Родину, обустройство и достойное развитие в многонациональном Крыму.
С самого начала деятельности главным оппонентом «Милли фирка» выступил Меджлис Джемилева-Чубарова, усмотревший в деятельности народной организации угрозу своей политической монополии.
В 2010 г. члены «Милли фирка» которыми стали известные личности такие как профессор Абдулгазис Умер Абдуллаевич и многие другие, получили более 100 депутатских мест в районных и городских Советах АР Крым, вошли в состав Совета представителей крымскотатарского народа при Президенте Украины, в Земельную комиссию Совета министров АР Крым.
18 мая 2012 года «Милли фирка», несмотря на активное противодействие Меджлиса, провела на главной площади Симферополя Чрезвычайное Общенародное собрание по восстановлению прав и реабилитации репрессированного крымскотатарского народа[значимость факта?].
В феврале 2013 года под эгидой «Милли фирка» был создан Крымскотатарский народный фронт (КТНФ), в который объединились 15 крымскотатарских организаций и мусульманских общин. Главной задачей КТНФ было объявлено всенародное содействие процессам принятия Украиной закона о реабилитации репрессированного крымскотатарского народа.

## «Милли фирка» в Российской Федерации
В феврале-марте 2014 года, на фоне российской аннексии Крыма, «Милли фирка» стала единственной крымскотатарской организацией, открыто и публично призвавшей крымских татар принять участие в референдуме и проголосовать за присоединения Крыма к России.
За активную деятельность по подготовке референдума Указом Президента РФ председатель правления «Милли фирка» Васви Абдураимов был награждён медалью ордена «За заслуги перед Отечеством» II степени, 10 членов «Милли фирка» были награждены медалями Министерства обороны РФ «За возвращение Крыма».
После аннексии Крыма организация прошла регистрацию в Минюсте РФ 16 июля 2014 г. Официальное название: Крымская региональная общественная организация социально-культурного развития «Милли фирка» — КРООСКР «Милли фирка».
В августе 2014 года «Милли фирка» разработала и направила в высшие органы власти РФ «Концепцию решения крымскотатарского вопроса в России», получившую высокую оценку депутатов Государственной Думы и Совета Федерации Федерального собрания РФ.
КРООСКР «Милли фирка» осуществляет свою деятельность по всей территории Республики Крым, имеет представителей во всех городах и районах Крыма и г. Севастополе.
Организация имеет тесные связи с общественными объединениями и соотечественниками в странах СНГ (Казахстане, Кыргызстане, Узбекистане, Таджикистане, Азербайджане) и дальнем зарубежье (Турция, Румыния, США, Канада).